# Административно деление на Норвегия
Административното деление на Норвегия е йерархична система на разделяне на територията и живеещото в нея норвежко население на отделни участъци с цел да се организира държавното управление. Наред с юридическата система на административно делене, съществува и традиционна, често използвана във всекидневието и литературата.
Издължената форма на Норвегия, нейните многобройни вътрешни географски бариери и често широко разпръснатите и разделени селища са фактори, които оказват силно влияние върху структурата на административните подразделения на страната. Тази структура се променя във времето и подлежи на непрекъснат преглед. През 2017 г. правителството решава да премахне някои от областите и да ги обедини с други области, образувайки по-големи, като намали броя на областите от 19 на 11, и това е приложено на 1 януари 2020 г. След протести новото правителството решава да премахне три от новите области през 2022 г. и да възстанови седем от старите. В сила от 1 януари 2024 г. в Норвегия има петнадесет области.

## Структура
В Норвегия е установена политико-административна система на три нива:
- национално (общодържавно);
- областно (фюлке или области);
- общинско (общини или комуни).

От началото на 2024 г. Норвегия се дели на 15 фюлке (области; на норвежки: fylke), които на свой ред се делят на 357 комуни (общини; на норвежки: kommune). В областите кралят е представен от губернатор (fylkesmann). Представителният орган на фюлкето е фюлкетинг (fylkesting), избиран от населението, изпълнителният орган на фюлкето е областен съвет (fylkesråd), състоящ се от областни съветници (fylkesrådmann), избирани от фюлкетингите.
Представителните органи на комуните са комуналните управления (kommunestyre), избирани от населението, изпълнителните органи са комуналните съвети (kommunalråd), съставени от съветници (rådmann), избирани от комуналните управления.
В градовете наименованията на тези органи на управление може да са различни: съответно, представителните органи в градовете са градски управления (bystyret), изпълнителите органи в градовете са градски съвети (byråd), съставени от съветници (rådmann), избирани от градските управления.
Номерата на областите са от официалната система за кодиране съгласно ISO 3166-2:NO.
| ISO-код | Фюлке            | Административен център |
| ------- | ---------------- | ---------------------- |
| NO-3    | Осло             | Осло                   |
| NO-11   | Ругалан          | Ставангер              |
| NO-15   | Мьоре ог Ромсдал | Молде                  |
| NO-18   | Норлан           | Будьо                  |
| NO-31   | Йостфол          | Сарпсборг              |
| NO-32   | Акешхус          | Осло                   |
| NO-33   | Бюскерю          | Драмен                 |
| NO-34   | Инландет         | Хамар                  |
| NO-39   | Вестфол          | Тьонсберг              |
| NO-40   | Телемарк         | Шиен                   |
| NO-42   | Агдер            | Кристиансан            |
| NO-46   | Вестлан          | Берген                 |
| NO-50   | Трьонделаг       | Стайнхер               |
| NO-55   | Тромс            | Тромсьо                |
| NO-56   | Финмарк          | Вадсьо                 |

## Неофициални подразделения
Норвегия обикновено се дели на пет региона (Landsdel), които основно представляват територии с общ език и култура: Северна Норвегия, Трьонделаг, Западна Норвегия, Южна Норвегия и Източна Норвегия. Регионите нямат официален правителствен статут, но се използват за организация на някои обществени организации, включително Норвежката администрация на обществените пътища и регионалните здравни власти. Централна Норвегия е регион, състоящ се от Трьонделаг и Мьоре ог Ромсдал. Трьонделаг и Северна Норвегия са известни като Nordenfjells. Лапландия е област, която обхваща Швеция, Финландия и Русия и се определя като „родина“ на народа саами.

## Други територии
Отвъдморските територии на Норвегия не са включени в броя на фюлкетата и не се делят на общини. Архипелагът Шпицберген (Свалбард) с административен център Лонгирбюен, а също островът Ян Майен са владения на Норвегия; Ян Майен се управлява от администрацията на Норлан. Остров Буве е зависима територия на Норвегия. Нейни зависими територии са също остров Петър I и Земя на кралица Мод в Антарктида, към които Норвегия предявява териториални претенции.

### Интегрирани територии
| Територия  | Регион                | Площ, km² | Население, души (2013) |
| ---------- | --------------------- | --------- | ---------------------- |
| Шпицберген | Северен ледовит океан | 61 022    | 2698                   |
| Ян Майен   | Норвежко море         | 377       | 0                      |
| Общо       |                       | 61 399    | 2698                   |

Забележка: От 2698 души население на Шпицберген 493 са граждани на Русия, 10 – на Полша.

### Зависими територии
| Територия           | Регион             | Площ, km²       |
| ------------------- | ------------------ | --------------- |
| Остров Буве         | Атлантически океан | 58,5            |
| Остров Петър I      | Море Белинсхаузен  | 156             |
| Земя на кралица Мод | Антарктида         | около 2 500 000 |